# فهرست برندگان جام جهانی فوتبال
این فهرستی از همه تیم‌ها، بازیکنان و مربیانی است که از زمان شروع جام جهانی فوتبال در سال1930قهرمان جام جهانی شده‌اند.

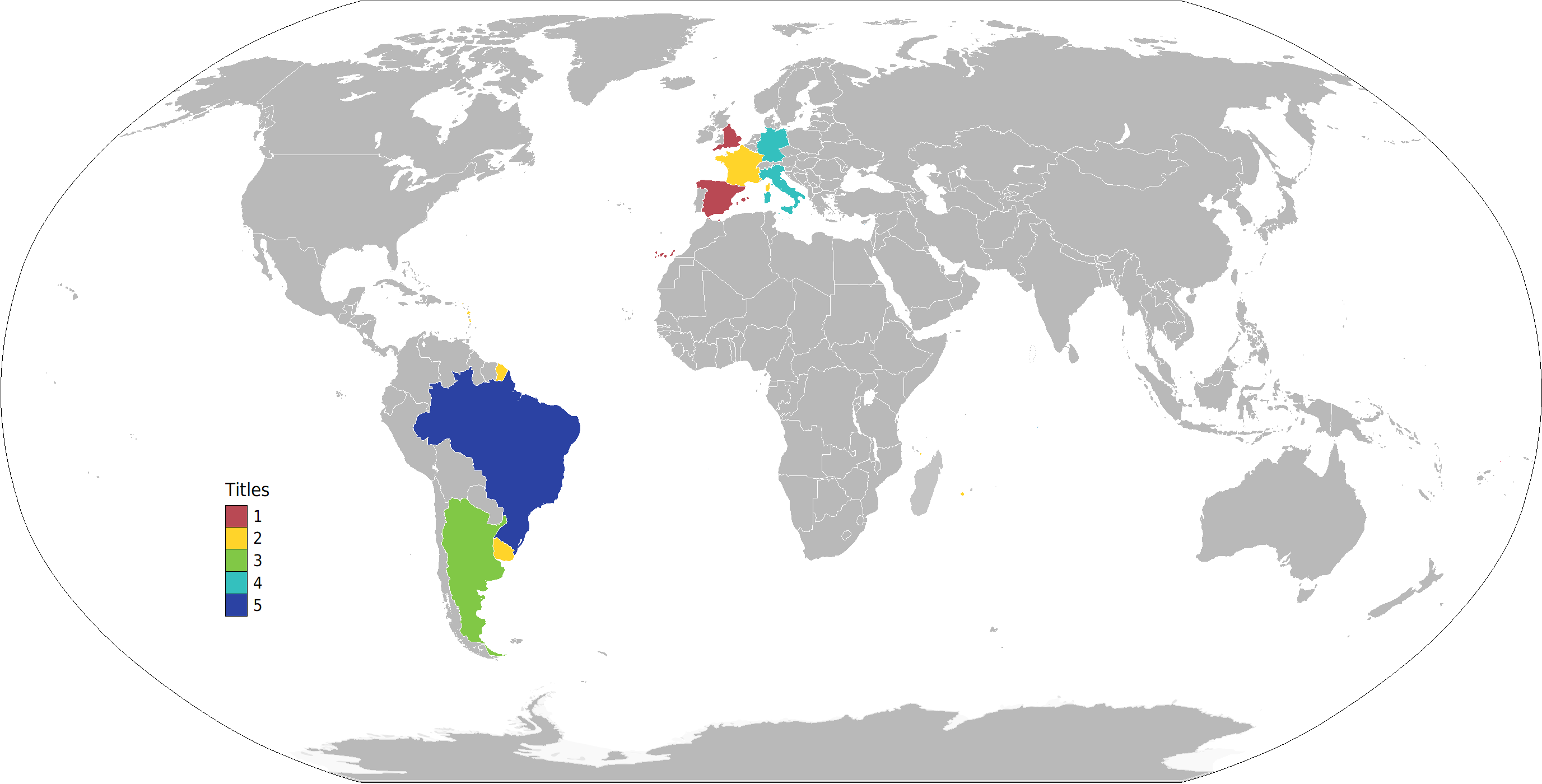
نقشهٔ کشورهای برندهٔ جام جهانی

## بر پایهٔ تیم
| تعداد عناویین | تیم      | سال(ها)                      |
| ------------- | -------- | ---------------------------- |
| ۵             | برزیل    | ۱۹۵۸، ۱۹۶۲، ۱۹۷۰، ۱۹۹۴، ۲۰۰۲ |
| ۴             | ایتالیا  | ۱۹۳۴، ۱۹۳۸، ۱۹۸۲، ۲۰۰۶       |
| ۴             | آلمان    | ۱۹۵۴، ۱۹۷۴، ۱۹۹۰، ۲۰۱۴       |
| ۳             | آرژانتین | ۱۹۷۸، ۱۹۸۶، ۲۰۲۲             |
| ۲             | اروگوئه  | ۱۹۳۰، ۱۹۵۰                   |
| ۲             | فرانسه   | ۱۹۹۸، ۲۰۱۸                   |
| ۱             | انگلستان | ۱۹۶۶                         |
| ۱             | اسپانیا  | ۲۰۱۰                         |

|۱
| الگو:FbPOR
| جام جهانی فوتبال ۲۰۲۶

## بر پایهٔ سال
| سال  | تیم              | ترکیب | مربی                | منابع     |
| ---- | ---------------- | --- | ------------------- | --------- |
| ۱۹۳۰ | اروگوئه          | MF خوزه لئوناردو آندراده • FW پرگرینو آنسلمو • GK انریکه بالستررو • FW خوان کارلوس کالوو • GK میگل کاپچینی • FW هکتور کاسترو • FW پدرو سی • FW پابلو دورادو • DF لورنزو فرناندز • MF آلوارو جستیدو • FW سانتوس ایریاته • DF ارنستو ماسکرونی • MF آنخل ملوگنو • DF خوزه نازاتسی • FW پدرو پترون • MF کندوئلو پریز • DF امیلیو رکوبا • MF کارلوس ریولفو • FW زولیو سالدومباید • FW هکتور اسکارونه • DF دومینگو تهرا • FW سانتوس اوردینوران               | آلبرتو سوپیسی       | [ fs ۱ ]  |
| ۱۹۳۴ | ایتالیا          | DF لویجی آلماندی • FW پیترو آرکاری • MF لویجی برتولینی • FW فلیچه بورل • DF اومبرتو کالیجاریس • MF آرماندو کاستلازی • GK جوزپه کاوانا • GK جانپیرو کامبی • FW آتیلیو دماریا • FW جووانی فراری • MF آتیلیو فرراریس • {{Nowrap]}} • FW آنفیلوجینو گواریسی • GK جویدو ماستی • FW جوزپه مئاتزا • MF لویس مونتی • DF ارالدو مونزجلیو • FW رایموندو اورسی • MF ماریو پیزیولو • DF ویرجینیو روستا • FW آنجلو سکیاویو • MF ماریو وارجلین                       | ویتوریو پوتزو       | [ fs ۲ ]  |
| ۱۹۳۸ | ایتالیا          | MF میکله آندرئولو • FW سرجو برتونی • FW آمدئو بیاواتی • GK کارلو چرسولی • MF B. Chizzo • FW جینو کولاوسی • MF A. Donati • FW جووانی فراری • FW پیترو فرراریس • DF آلفردو فونی • MF ماریو جنتا • MF اوجو لوکاتلی • GK جویدو ماستی • FW جوزپه مئاتزا • DF ارالدو مونزجلیو • GK آلدو اولیویری • MF رناتو اولمی • FW پیترو پاسیناتی • MF ماریو پرازولو • FW سیلویو پیولا • DF پیترو راوا • MF پیترو سرانتونی                                               | ویتوریو پوتزو       | [ fs ۳ ]  |
| ۱۹۵۰ | اروگوئه          | FW خولیو سزار بریتوس • FW خوان بورخوئنو • DF شوبرت گامبتا • FW آلچدس گیجیا • DF خوان کارلوس گونزالس • DF ماتیاس گونزالس • DF ویلیام مارتینز • GK روکه ماسپولی • FW اسکار میکوئز • FW روبن موران • MF واشینگتن اورتونیو • GK آنیبال پاز • FW خولیو پرز • MF رودولفو پینی • FW لوییس ریخو • MF ویکتور رودریگز آندراده • FW کارلوس رومرو • FW خوان آلبرتو شیافینو • DF اوزبیو تخرا • MF آبدولیو وارلا • FW ارنستو ویدال • DF هکتور ویلچس                  | خوان لوپز فونتانا   | [ fs ۴ ]  |
| ۱۹۵۴ | آلمان غربی       | ۱ تونی تورک • ۲ فریتس لاباند • ۳ ورنر کولمه‌یر • ۴ هانس باور • ۵ هربرت ارهاردت • ۶ هورشت اکل • ۷ یوزف پوزیپال • ۸ کارل مای • ۹ پاول مبوس • ۱۰ ورنر لایبریش • ۱۱ کارل-هاینتس متسنر • ۱۲ هلموت ران • ۱۳ ماکس مورلوک • ۱۴ برنهارد کلودت • ۱۵ اوتمار والتر • ۱۶ فریتس والتر • ۱۷ ریشارد هرمان • ۱۸ اولریش بیزینگر • ۱۹ آلفرد پفاف • ۲۰ هانس شیفر • ۲۱ هاینتس کوبش • ۲۲ هاینتس کویاتکوسکی                                                                    | سپ هربرگر           | [ fs ۵ ]  |
| ۱۹۵۸ | برزیل            | 1 Castilho • ۲ هیلدرالدو بلینی • ۳ ژیلمار • ۴ دیژالما سانتوس • ۵ دیانو سانی • ۶ دیدی • ۷ ماریو زاگالو • ۸ اوریکو • 9 Zózimo • ۱۰ پله • ۱۱ گارینشا • ۱۲ نیلتون سانتوس • ۱۳ مائوسیر کلودینو پینتو • 14 De Sordi • ۱۵ اورلاندو پیساینا • ۱۶ ماورو راموس • 17 Joel • ۱۸ خوزه آلتافینی • ۱۹ زیتو • ۲۰ واوا • 21 Dida • ۲۲ ژوزه مکیا | ویسنته فئولا        | [ fs ۶ ]  |
| ۱۹۶۲ | برزیل            | ۱ ژیلمار • ۲ دیژالما سانتوس • ۳ ماورو راموس • ۴ زیتو • 5 Zózimo • ۶ نیلتون سانتوس • ۷ گارینشا • ۸ دیدی • ۹ آنتونیو ویلسون وییرا اونوریو • ۱۰ پله • ۱۱ ژوزه مکیا • 12 Jair Marinho • ۱۳ هیلدرالدو بلینی • 14 Jurandir • 15 Altair • 16 Zequinha • 17 Mengálvio • ۱۸ جایر دا کوستا • ۱۹ واوا • ۲۰ آماریلدو تاوارز دا سیلویرا • ۲۱ ماریو زاگالو • 22 Castilho                                                                                             | آیموره موریرا       | [ fs ۷ ]  |
| ۱۹۶۶ | انگلستان         | ۱ گوردون بنکس • ۲ جرج کوهن • ۳ ری ویلسون • ۴ نوبی استایلز • ۵ جک چارلتون • ۶ بابی مور • ۷ آلن جیمز بال • ۸ جیمی گریوس • ۹ بابی چارلتون • ۱۰ جف هرست • ۱۱ جان کانلی • ۱۲ رون اسپرینگت • ۱۳ پیتر بونتی • ۱۴ جیمی آرمفیلد • ۱۵ گری بایرن • ۱۶ مارتین پیترز • ۱۷ رون فلاور • ۱۸ نورمن هانتر • ۱۹ تری پاین • ۲۰ ایان کلهن • ۲۱ راجر هانت • ۲۲ جرج استهام | آلف رمزی            | [ fs ۸ ]  |
| ۱۹۷۰ | برزیل            | 1 Félix • ۲ هرکولس بریتو رواس • 3 Piazza • ۴ کارلوس آلبرتو تورس • ۵ کلودوالدو • 6 Marco Antônio • ۷ جرزینیو • ۸ ژرسون • ۹ توستائو • ۱۰ پله • ۱۱ روبرتو ریولینو • 12 Ado • 13 Roberto • 14 Baldocchi • 15 Fontana • 16 Everaldo • ۱۷ جوئل کامارگو • ۱۸ پائولو سزار کاجو • ۱۹ ادو • 20 Dario • 21 Zé Maria • ۲۲ امرسون لئو | ماریو زاگالو        | [ fs ۹ ]  |
| ۱۹۷۴ | آلمان غربی       | ۱ سپ مایر • ۲ برتی فوگتس • ۳ پائول برایتنر • ۴ هانس گئورگ شوارتزنبک • ۵ فرانتس بکن‌باوئر • ۶ هورشت-دیتر هوتگس • ۷ هربرت ویمر • ۸ برنهارد کولمان • ۹ یورگن گرابوفسکی • ۱۰ گونتر نتسر • ۱۱ یوپ هاینکس • ۱۲ ولفگانگ اویرات • ۱۳ گرد مولر • ۱۴ اولی هونس • ۱۵ هاینتس فلوهه • ۱۶ راینر بونهوف • ۱۷ برند هولتسنباین • ۱۸ دیتر هرتسوک • ۱۹ یوپ کاپلمان • ۲۰ هلموت کرمرس • ۲۱ نوربرت نیگبور • ۲۲ ولفگانگ کلف                                                    | هلموت شون           | [ fs ۱۰ ] |
| ۱۹۷۸ | آرژانتین         | ۱ نوربرتو آلونسو • ۲ اسوالدو آردیلس • ۳ اکتور بالی • ۴ دنیل برتونی • ۵ اوبالدو فیلول • ۶ آمریکو گایگو • 7 L. Galván • ۸ روبن گالوان • 9 R. Houseman • ۱۰ ماریو کمپس • ۱۱ دنیل کیلر • ۱۲ عمر لاروسا • ۱۳ ریکاردو لا ولپ • ۱۴ لئوپولدو لوکه • ۱۵ خورخه اولگین • ۱۶ اوسکار آلبرتو اورتیز • ۱۷ میگل ابیدو • ۱۸ روبن پاگنانینی • ۱۹ دانیل پاسارلا • ۲۰ آلبرتو تارانتینی • ۲۱ خوسه دانیل بالنسیا • 22 R. Villa                                               | سزار لوییس منوتی    | [ fs ۱۱ ] |
| ۱۹۸۲ | ایتالیا          | ۱ دینو زوف • ۲ فرانکو بارزی • ۳ جوزپه برگومی • ۴ آنتونیو کابرینی • ۵ فولویو کولوواتی • ۶ کلائودیو جنتیله • ۷ گائتانو شیره‌آ • ۸ پیترو ویرکووود • ۹ جیانکارلو آنتونیونی • ۱۰ جوزپه دوسنا • ۱۱ جیامپیرو مارینی • ۱۲ ایوانو بوردون • ۱۳ جابریله اوریالی • ۱۴ مارکو تاردلی • ۱۵ فرانکو کاوسیو • ۱۶ برونو کونتی • ۱۷ دنیله ماسارو • ۱۸ آلساندرو آلتوبلی • ۱۹ فرانچسکو گراتسیانی • ۲۰ پائولو روسی • ۲۱ فرانکو سلواجی • ۲۲ جووانی گالی                         | انزو بیارزوت        | [ fs ۱۲ ] |
| ۱۹۸۶ | آرژانتین         | 1 S. Almirón • ۲ سرخیو باتیستا • ۳ ریکاردو بوچینی • ۴ کلودیو بورگی • 5 خوزه لوئیس براون • ۶ دانیل پاسارلا • ۷ خورخه بوروچاگا • ۸ نستور کلوزن • ۹ خوزه لوئیس کوسیفو • ۱۰ دیگو مارادونا • ۱۱ خورخه والدانو • 12 هکتور انریکه • ۱۳ اسکار گاره • 14 ریکاردو گیوستی • ۱۵ لوئیس ایسلاس • 16 خولیو اولارتیکوئچیا • ۱۷ پدرو پاسکولی • ۱۸ نری پومپیدو • ۱۹ اسکار روجری • 20 کارلوس دنیل تاپیا • 21 M. Trobbiani • 22 H. Zelada                                  | کارلوس بیلاردو      | [ fs ۱۳ ] |
| ۱۹۹۰ | آلمان غربی       | ۱ بودو ایلگنر • ۲ اشتفان روتر • ۳ آندریاس برمه • ۴ یورگن کولر • ۵ کلاوس اوگنتالر • ۶ گیدو بوخوالد • ۷ پیر لیتبارسکی • ۸ توماس هسلر • ۹ رودی فولر • ۱۰ لوتار ماتئوس • ۱۱ فرانک میل • ۱۲ رایموند آومان • ۱۳ کارل-هاینتس ریدله • ۱۴ توماس برتهولد • ۱۵ اووه باین • ۱۶ پاول اشتاینر • ۱۷ اندریاس مولر • ۱۸ یورگن کلینزمن • ۱۹ هانس پفلوگلر • ۲۰ اولاف تون • ۲۱ گونتر هرمان • ۲۲ آندریاس کوپکه                                                              | فرانتس بکن‌باوئر     | [ fs ۱۴ ] |
| ۱۹۹۴ | برزیل            | ۱ کلودیو تافارل • ۲ جورجینیو • ۳ ریکاردو روبرتو براتو دا روچا • ۴ رونالدو رودریگز دی جسوس • ۵ مائورو سیلوا • ۶ برانکو • ۷ ببتو • ۸ دونگا • ۹ زینهو • ۱۰ رای • ۱۱ روماریو • 12 Zetti • ۱۳ آلدایر • ۱۴ کافو • ۱۵ مارسیو روبرتو دوس سانتوس • ۱۶ لئوناردو آراخو • ۱۷ مازینهو • ۱۸ پائولو سرجیو سیلوستر دو ناسیمینتو • ۱۹ مولر • ۲۰ رونالدو • ۲۱ ویولا • ۲۲ ژیلمار رینالدی                                                                                  | کارلوس آلبرتو پریرا | [ fs ۱۵ ] |
| ۱۹۹۸ | فرانسه           | ۱ برنارد لاما • ۲ ونسان کاندلا • ۳ بیسنته لیزارازو • ۴ پاتریک ویرا • ۵ لوران بلان • ۶ یوری ژورکائف • ۷ دیدیه دشان • ۸ مارسل دسایی • ۹ استفان گیوارش • ۱۰ زین‌الدین زیدان • ۱۱ رابرت پیرس • ۱۲ تیری آنری • ۱۳ برنار دیومد • ۱۴ آلن بوغوسیان • ۱۵ لیلیان تورام • ۱۶ فابین بارتز • ۱۷ امانوئل پتی • ۱۸ فرانک لبوف • ۱۹ کریستین کارمبو • ۲۰ دیوید ترزگه • ۲۱ کریستوف دوگاری • ۲۲ لیونل شاربونیه                                                             | امه ژاکه            | [ fs ۱۶ ] |
| ۲۰۰۲ | برزیل            | ۱ مارکوس روبرتو سیلویرا ریس • ۲ کافو • ۳ لوسیو • ۴ روکه جونیور • ۵ ادمیلسون • ۶ روبرتو کارلوس • ۷ ریکاردینیو • ۸ گیلبرتو سیلوا • ۹ رونالدو • ۱۰ ریوالدو • ۱۱ رونالدینیو • ۱۲ دیدا • ۱۳ جولیانو بلتی • ۱۴ آندرسون پولگا • ۱۵ خوزه کلبرسون • ۱۶ جنیلسون آنگیلو دا سوزا • ۱۷ دنیلسون دی الیویرا آراخو • ۱۸ وامپتا • ۱۹ جونینو پائولیستا • ۲۰ ادیلسون • ۲۱ لوئیز بومبانتو گولارت • ۲۲ روژریو سنی • ۲۳ کاکا                                                 | فیلیپه اسکولاری     | [ fs ۱۷ ] |
| ۲۰۰۶ | ایتالیا          | ۱ جانلوئیجی بوفون • ۲ کریستین زاکاردو • ۳ فابیو گروسو • ۴ دنیله د روسی • ۵ فابیو کاناوارو • ۶ آندره‌آ بارتزالی • ۷ آلساندرو دل‌پیرو • ۸ جنارو گتوزو • ۹ لوکا تونی • ۱۰ فرانچسکو توتی • ۱۱ آلبرتو جیلاردینو • ۱۲ آنجلو پروتزی • ۱۳ الساندرو نستا • ۱۴ مارکو آملیا • ۱۵ وینچنزو یاکویینتا • ۱۶ مائورو کامورانزی • ۱۷ سیمونه بارونه • ۱۸ فیلیپو اینزاگی • ۱۹ جانلوکا زامبروتا • ۲۰ سیمونه پروتا • ۲۱ آندره‌آ پیرلو • ۲۲ ماسیمو اوددو • ۲۳ مارکو ماتراتسی     | مارچلو لیپی         | [ fs ۱۸ ] |
| ۲۰۱۰ | اسپانیا          | ۱ ایکر کاسیاس • ۲ رائول آلبیول • ۳ جرارد پیکه • ۴ کارلوس مارچنا • ۵ کارلس پویول • ۶ آندرس اینیستا • ۷ داوید ویا • ۸ ژاوی • ۹ فرناندو تورس • ۱۰ سسک فابرگاس • ۱۱ خوان کاپدویلا • ۱۲ ویکتور والدز • ۱۳ خوان ماتا • ۱۴ ژابی آلونسو • ۱۵ سرخیو راموس • ۱۶ سرخیو بوسکتس • ۱۷ آلوارو آربه‌لوآ • ۱۸ پدرو رودریگز • ۱۹ فرناندو یورنته • ۲۰ خاوی مارتینز • ۲۱ داوید سیلوا • ۲۲ خسوس ناواس • ۲۳ پپه رینا                                                          | ویسنته دل بوسکه     | [ fs ۱۹ ] |
| ۲۰۱۴ | آلمان            | ۱ مانوئل نویر • ۲ کوین گروسکرویتس • ۳ ماتیاس گینتر • ۴ بندیکت هوودس • ۵ متس هوملس • ۶ سامی خدیرا • ۷ باستیان شواینشتایگر • ۸ مسعود اوزیل • ۹ آندره شورله • ۱۰ لوکاس پودولسکی • ۱۱ میروسلاو کلوزه • ۱۲ رن روبرت تسیلر • ۱۳ توماس مولر • ۱۴ یولیان دراکسلر • ۱۵ اریک دورم • ۱۶ فیلیپ لام • ۱۷ پر مرته‌ساکر • ۱۸ تونی کروس • ۱۹ ماریو گوتسه • ۲۰ ژرومه بواتنگ • ۲۱ شکودران مصطفی • ۲۲ رومان وایدنفلر • ۲۳ کریستوف کرامر                                    | یوآخیم لوو          | [ fs ۲۰ ] |
| ۲۰۱۸ | فرانسه · (ترکیب) | ۱ هوگو لوریس • ۲ بنژامن پاوار • ۳ پینل کیمپمبه • ۴ رافائل واران • ۵ ساموئل اومتیتی • ۶ پل پوگبا • ۷ آنتوان گریزمن • ۸ توما لمار • ۹ الیویه ژیرو • ۱۰ کیلین ام‌باپه • ۱۱ عثمان دمبله • ۱۲ کورنتا تولیسو • ۱۳ انگولو کانته • ۱۴ بلز ماتویدی • ۱۵ استیون ان‌زونزی • ۱۶ استیو مانداندا • ۱۷ عادل رامی • ۱۸ نبیل فقیر • ۱۹ جبرئیل سیدیبه • ۲۰ فلوریان تون • ۲۱ لوکا ارناندز • ۲۲ بنژامن مندی • ۲۳ آلفونس آرئولا                                               | دیدیه دشان          | [ fs ۲۱ ] |
| ۲۰۲۲ | آرژانتین         | ۱ فرانکو آرمانی ۲ خوان فویث ۳ نیکولاس تاگلیافیاکو ۴ گونزالو مونتیل ۵ لئوناردو پاردس ۶ خرمن پچلا ۷ رودریگو دیپائول ۸ مارکوس آکونیا ۹ خولیان آلوارز ۱۰ لیونل مسی ۱۱ آنخل دی ماریا ۱۲ خرونیمو رویی ۱۳ کریستین رومرو ۱۴ اسکیل پالاسیوس ۱۵ نیکولاس گونزالس ۱۶ آنخل کوریا ۱۷ پاپو گومز ۱۸ گیدو رودریگز ۱۹ نیکولاس اوتامندی ۲۰ الکسیس مک آلیستر ۲۱ پائولو دیبالا ۲۲ لائوتارو مارتینز ۲۳ امیلیانو مارتینز ۲۴ انزو فرناندز ۲۵ لیساندرو مارتینز ۲۶ ناهوئل مولینا | لیونل اسکالونی      | 22        |

## بر پایهٔ بازیکن
| تعداد | بازیکن                            | تیم        | سال ( های ) برنده شدن | سایر حضورها            | سایر حضورها                            | صفحه       |
| تعداد | بازیکن                            | تیم        | سال ( های ) برنده شدن | به عنوان بازیکن        | به عنوان مربی                          | صفحه       |
| ----- | --------------------------------- | ---------- | --------------------- | ---------------------- | -------------------------------------- | ---------- |
| ۳     | پله                               | برزیل      | ۱۹۵۸، ۱۹۶۲، ۱۹۷۰      | ۱۹۶۶                   |                                        | [ fp ۱ ]   |
| ۲     | هیلدرالدو بلینی                   | برزیل      | ۱۹۵۸، ۱۹۶۲            | ۱۹۶۶                   |                                        | [ fp ۲ ]   |
| ۲     | کافو                              | برزیل      | ۱۹۹۴، ۲۰۰۲            | ۱۹۹۸، ۲۰۰۶             |                                        | [ fp ۳ ]   |
| ۲     | Castilho                          | برزیل      | ۱۹۵۸، ۱۹۶۲            | ۱۹۵۰، ۱۹۵۴             |                                        | [ fp ۴ ]   |
| ۲     | دیدی                              | برزیل      | ۱۹۵۸، ۱۹۶۲            | ۱۹۵۴                   | ۱۹۷۰ پرو                               | [ fp ۵ ]   |
| ۲     | دیژالما سانتوس                    | برزیل      | ۱۹۵۸، ۱۹۶۲            | ۱۹۵۴، ۱۹۶۶             |                                        | [ fp ۶ ]   |
| ۲     | جووانی فراری                      | ایتالیا    | ۱۹۳۴، ۱۹۳۸            |                        | ۱۹۶۲ ایتالیا                           | [ fp ۷ ]   |
| ۲     | گارینشا                           | برزیل      | ۱۹۵۸، ۱۹۶۲            | ۱۹۶۶                   |                                        | [ fp ۸ ]   |
| ۲     | ژیلمار                            | برزیل      | ۱۹۵۸، ۱۹۶۲            | ۱۹۶۶                   |                                        | [ fp ۹ ]   |
| ۲     | جویدو ماستی                       | ایتالیا    | ۱۹۳۴، ۱۹۳۸            |                        |                                        | [ fp ۱۰ ]  |
| ۲     | ماورو راموس                       | برزیل      | ۱۹۵۸، ۱۹۶۲            | ۱۹۵۴                   |                                        | [ fp ۱۱ ]  |
| ۲     | جوزپه مئاتزا                      | ایتالیا    | ۱۹۳۴، ۱۹۳۸            |                        |                                        | [ fp ۱۲ ]  |
| ۲     | ارالدو مونزجلیو                   | ایتالیا    | ۱۹۳۴، ۱۹۳۸            |                        |                                        | [ fp ۱۳ ]  |
| ۲     | نیلتون سانتوس                     | برزیل      | ۱۹۵۸، ۱۹۶۲            | ۱۹۵۰، ۱۹۵۴             |                                        | [ fp ۱۴ ]  |
| ۲     | دانیل پاسارلا                     | آرژانتین   | ۱۹۷۸، ۱۹۸۶            | ۱۹۸۲                   | ۱۹۹۸ آرژانتین                          | [ fp ۱۵ ]  |
| ۲     | ژوزه مکیا                         | برزیل      | ۱۹۵۸، ۱۹۶۲            |                        |                                        | [ fp ۱۶ ]  |
| ۲     | رونالدو                           | برزیل      | ۱۹۹۴، ۲۰۰۲            | ۱۹۹۸، ۲۰۰۶             |                                        | [ fp ۱۷ ]  |
| ۲     | واوا                              | برزیل      | ۱۹۵۸، ۱۹۶۲            |                        |                                        | [ fp ۱۸ ]  |
| ۲     | ماریو زاگالو                      | برزیل      | ۱۹۵۸، ۱۹۶۲            |                        | ۱۹۷۰ برزیل، ۱۹۷۴ برزیل، ۱۹۹۸ برزیل     | [ fp ۱۹ ]  |
| ۲     | زیتو                              | برزیل      | ۱۹۵۸، ۱۹۶۲            | ۱۹۶۶                   |                                        | [ fp ۲۰ ]  |
| ۲     | Zózimo                            | برزیل      | ۱۹۵۸، ۱۹۶۲            |                        |                                        | [ fp ۲۱ ]  |
| 1     | Ado                               | برزیل      | ۱۹۷۰                  |                        |                                        | [ fp ۲۲ ]  |
| 1     | رائول آلبیول                      | اسپانیا    | ۲۰۱۰                  | ۲۰۱۴                   |                                        | [ fp ۲۳ ]  |
| 1     | آلدایر                            | برزیل      | ۱۹۹۴                  | ۱۹۹۰، ۱۹۹۸             |                                        | [ fp ۲۴ ]  |
| 1     | لویجی آلماندی                     | ایتالیا    | ۱۹۳۴                  |                        |                                        | [ fp ۲۵ ]  |
| 1     | Sergio Almirón                    | آرژانتین   | ۱۹۸۶                  |                        |                                        | [ fp ۲۶ ]  |
| 1     | نوربرتو آلونسو                    | آرژانتین   | ۱۹۷۸                  |                        |                                        | [ fp ۲۷ ]  |
| 1     | ژابی آلونسو                       | اسپانیا    | ۲۰۱۰                  | ۲۰۰۶، ۲۰۱۴             |                                        | [ fp ۲۸ ]  |
| 1     | خوزه آلتافینی                     | برزیل      | ۱۹۵۸                  | ۱۹۶۲ ایتالیا           |                                        | [ fp ۲۹ ]  |
| 1     | Altair                            | برزیل      | ۱۹۶۲                  | ۱۹۶۶                   |                                        | [ fp ۳۰ ]  |
| 1     | آلساندرو آلتوبلی                  | ایتالیا    | ۱۹۸۲                  | ۱۹۸۶                   |                                        | [ fp ۳۱ ]  |
| 1     | آماریلدو تاوارز دا سیلویرا        | برزیل      | ۱۹۶۲                  |                        |                                        | [ fp ۳۲ ]  |
| 1     | مارکو آملیا                       | ایتالیا    | ۲۰۰۶                  |                        |                                        | [ fp ۳۳ ]  |
| 1     | آندرسون پولگا                     | برزیل      | ۲۰۰۲                  |                        |                                        | [ fp ۳۴ ]  |
| 1     | خوزه لئوناردو آندراده             | اروگوئه    | ۱۹۳۰                  |                        |                                        | [ fp ۳۵ ]  |
| 1     | میکله آندرئولو                    | ایتالیا    | ۱۹۳۸                  |                        |                                        | [ fp ۳۶ ]  |
| 1     | پرگرینو آنسلمو                    | اروگوئه    | ۱۹۳۰                  |                        |                                        | [ fp ۳۷ ]  |
| 1     | جیانکارلو آنتونیونی               | ایتالیا    | ۱۹۸۲                  | ۱۹۷۸                   |                                        | [ fp ۳۸ ]  |
| 1     | آلوارو آربه‌لوآ                    | اسپانیا    | ۲۰۱۰                  |                        |                                        | [ fp ۳۹ ]  |
| 1     | پیترو آرکاری                      | ایتالیا    | ۱۹۳۴                  |                        |                                        | [ fp ۴۰ ]  |
| 1     | اسوالدو آردیلس                    | آرژانتین   | ۱۹۷۸                  | ۱۹۸۲                   |                                        | [ fp ۴۱ ]  |
| 1     | آلفونس آرئولا                     | فرانسه     | ۲۰۱۸                  |                        |                                        | [ fp ۴۲ ]  |
| 1     | جیمی آرمفیلد                      | انگلستان   | ۱۹۶۶                  | ۱۹۶۲                   |                                        | [ fp ۴۳ ]  |
| 1     | کلاوس اوگنتالر                    | آلمان غربی | ۱۹۹۰                  | ۱۹۸۶                   |                                        | [ fp ۴۴ ]  |
| 1     | رایموند آومان                     | آلمان غربی | ۱۹۹۰                  |                        |                                        | [ fp ۴۵ ]  |
| 1     | Baldocchi                         | برزیل      | ۱۹۷۰                  |                        |                                        | [ fp ۴۶ ]  |
| 1     | اکتور بالی                        | آرژانتین   | ۱۹۷۸                  | ۱۹۸۲                   |                                        | [ fp ۴۷ ]  |
| 1     | آلن جیمز بال                      | انگلستان   | ۱۹۶۶                  | ۱۹۷۰                   |                                        | [ fp ۴۸ ]  |
| 1     | انریکه بالستررو                   | اروگوئه    | ۱۹۳۰                  |                        |                                        | [ fp ۴۹ ]  |
| 1     | گوردون بنکس                       | انگلستان   | ۱۹۶۶                  | ۱۹۷۰                   |                                        | [ fp ۵۰ ]  |
| 1     | فرانکو بارزی                      | ایتالیا    | ۱۹۸۲                  | ۱۹۹۰، ۱۹۹۴             |                                        | [ fp ۵۱ ]  |
| 1     | سیمونه بارونه                     | ایتالیا    | ۲۰۰۶                  |                        |                                        | [ fp ۵۲ ]  |
| 1     | فابین بارتز                       | فرانسه     | ۱۹۹۸                  | ۲۰۰۲، ۲۰۰۶             |                                        | [ fp ۵۳ ]  |
| 1     | آندره‌آ بارتزالی                   | ایتالیا    | ۲۰۰۶                  | ۲۰۱۴                   |                                        | [ fp ۵۴ ]  |
| 1     | سرخیو باتیستا                     | آرژانتین   | ۱۹۸۶                  | ۱۹۹۰                   |                                        | [ fp ۵۵ ]  |
| 1     | هانس باور                         | آلمان غربی | ۱۹۵۴                  |                        |                                        | [ fp ۵۶ ]  |
| 1     | ببتو                              | برزیل      | ۱۹۹۴                  | ۱۹۹۰، ۱۹۹۸             |                                        | [ fp ۵۷ ]  |
| 1     | فرانتس بکن‌باوئر                   | آلمان غربی | ۱۹۷۴                  | ۱۹۶۶، ۱۹۷۰             | ۱۹۸۶ آلمان، ۱۹۹۰ آلمان                 | [ fp ۵۸ ]  |
| 1     | اووه باین                         | آلمان غربی | ۱۹۹۰                  |                        |                                        | [ fp ۵۹ ]  |
| 1     | جولیانو بلتی                      | برزیل      | ۲۰۰۲                  |                        |                                        | [ fp ۶۰ ]  |
| 1     | جوزپه برگومی                      | ایتالیا    | ۱۹۸۲                  | ۱۹۸۶، ۱۹۹۰، ۱۹۹۸       |                                        | [ fp ۶۱ ]  |
| 1     | توماس برتهولد                     | آلمان غربی | ۱۹۹۰                  | ۱۹۸۶، ۱۹۹۴             |                                        | [ fp ۶۲ ]  |
| 1     | لویجی برتولینی                    | ایتالیا    | ۱۹۳۴                  |                        |                                        | [ fp ۶۳ ]  |
| 1     | دنیل برتونی                       | آرژانتین   | ۱۹۷۸                  | ۱۹۸۲                   |                                        | [ fp ۶۴ ]  |
| 1     | سرجو برتونی                       | ایتالیا    | ۱۹۳۸                  |                        |                                        | [ fp ۶۵ ]  |
| 1     | آمدئو بیاواتی                     | ایتالیا    | ۱۹۳۸                  |                        |                                        | [ fp ۶۶ ]  |
| 1     | اولریش بیزینگر                    | آلمان غربی | ۱۹۵۴                  |                        |                                        | [ fp ۶۷ ]  |
| 1     | لوران بلان                        | فرانسه     | ۱۹۹۸                  |                        |                                        | [ fp ۶۸ ]  |
| 1     | ژروم بواتنگ                       | آلمان      | ۲۰۱۴                  | ۲۰۱۰، ۲۰۱۸             |                                        | [ fp ۶۹ ]  |
| 1     | ریکاردو بوچینی                    | آرژانتین   | ۱۹۸۶                  |                        |                                        | [ fp ۷۰ ]  |
| 1     | آلن بوغوسیان                      | فرانسه     | ۱۹۹۸                  | ۲۰۰۲                   |                                        | [ fp ۷۱ ]  |
| 1     | پیتر بونتی                        | انگلستان   | ۱۹۶۶                  | ۱۹۷۰                   |                                        | [ fp ۷۲ ]  |
| 1     | راینر بونهوف                      | آلمان غربی | ۱۹۷۴                  | ۱۹۷۸                   |                                        | [ fp ۷۳ ]  |
| 1     | ایوانو بوردون                     | ایتالیا    | ۱۹۸۲                  | ۱۹۷۸                   |                                        | [ fp ۷۴ ]  |
| 1     | فلیچه بورل                        | ایتالیا    | ۱۹۳۴                  |                        |                                        | [ fp ۷۵ ]  |
| 1     | کلودیو بورگی                      | آرژانتین   | ۱۹۸۶                  |                        |                                        | [ fp ۷۶ ]  |
| 1     | برانکو                            | برزیل      | ۱۹۹۴                  | ۱۹۸۶، ۱۹۹۰             |                                        | [ fp ۷۷ ]  |
| 1     | آندریاس برمه                      | آلمان غربی | ۱۹۹۰                  | ۱۹۸۶، ۱۹۹۴             |                                        | [ fp ۷۸ ]  |
| 1     | پائول برایتنر                     | آلمان غربی | ۱۹۷۴                  | ۱۹۸۲                   |                                        | [ fp ۷۹ ]  |
| 1     | هرکولس بریتو رواس                 | برزیل      | ۱۹۷۰                  | ۱۹۶۶                   |                                        | [ fp ۸۰ ]  |
| 1     | خولیو سزار بریتوس                 | اروگوئه    | ۱۹۵۰                  |                        |                                        | [ fp ۸۱ ]  |
| 1     | خوزه لوئیس براون                  | آرژانتین   | ۱۹۸۶                  |                        |                                        | [ fp ۸۲ ]  |
| 1     | گیدو بوخوالد                      | آلمان غربی | ۱۹۹۰                  | ۱۹۹۴                   |                                        | [ fp ۸۳ ]  |
| 1     | جانلوئیجی بوفون                   | ایتالیا    | ۲۰۰۶                  | ۱۹۹۸، ۲۰۰۲، ۲۰۱۰، ۲۰۱۴ |                                        | [ fp ۸۴ ]  |
| 1     | خوان بورخوئنو                     | اروگوئه    | ۱۹۵۰                  |                        |                                        | [ fp ۸۵ ]  |
| 1     | خورخه بوروچاگا                    | آرژانتین   | ۱۹۸۶                  | ۱۹۹۰                   |                                        | [ fp ۸۶ ]  |
| 1     | سرخیو بوسکتس                      | اسپانیا    | ۲۰۱۰                  | ۲۰۱۴، ۲۰۱۸             |                                        | [ fp ۸۷ ]  |
| 1     | گری بایرن                         | انگلستان   | ۱۹۶۶                  |                        |                                        | [ fp ۸۸ ]  |
| 1     | آنتونیو کابرینی                   | ایتالیا    | ۱۹۸۲                  | ۱۹۷۸، ۱۹۸۶             |                                        | [ fp ۸۹ ]  |
| 1     | اومبرتو کالیجاریس                 | ایتالیا    | ۱۹۳۴                  |                        |                                        | [ fp ۹۰ ]  |
| 1     | ایان کلهن                         | انگلستان   | ۱۹۶۶                  |                        |                                        | [ fp ۹۱ ]  |
| 1     | خوان کارلوس کالوو                 | اروگوئه    | ۱۹۳۰                  |                        |                                        | [ fp ۹۲ ]  |
| 1     | مائورو کامورانزی                  | ایتالیا    | ۲۰۰۶                  | ۲۰۱۰                   |                                        | [ fp ۹۳ ]  |
| 1     | ونسان کاندلا                      | فرانسه     | ۱۹۹۸                  | ۲۰۰۲                   |                                        | [ fp ۹۴ ]  |
| 1     | فابیو کاناوارو                    | ایتالیا    | ۲۰۰۶                  | ۱۹۹۸، ۲۰۰۲، ۲۰۱۰       |                                        | [ fp ۹۵ ]  |
| 1     | خوان کاپدویلا                     | اسپانیا    | ۲۰۱۰                  |                        |                                        | [ fp ۹۶ ]  |
| 1     | میگل کاپچینی                      | اروگوئه    | ۱۹۳۰                  |                        |                                        | [ fp ۹۷ ]  |
| 1     | کارلوس آلبرتو تورس                | برزیل      | ۱۹۷۰                  |                        |                                        | [ fp ۹۸ ]  |
| 1     | ایکر کاسیاس                       | اسپانیا    | ۲۰۱۰                  | ۲۰۰۲، ۲۰۰۶، ۲۰۱۴       |                                        | [ fp ۹۹ ]  |
| 1     | آرماندو کاستلازی                  | ایتالیا    | ۱۹۳۴                  |                        |                                        | [ fp ۱۰۰ ] |
| 1     | هکتور کاسترو                      | اروگوئه    | ۱۹۳۰                  |                        |                                        | [ fp ۱۰۱ ] |
| 1     | فرانکو کاوسیو                     | ایتالیا    | ۱۹۸۲                  | ۱۹۷۴، ۱۹۷۸             |                                        | [ fp ۱۰۲ ] |
| 1     | جوزپه کاوانا                      | ایتالیا    | ۱۹۳۴                  |                        |                                        | [ fp ۱۰۳ ] |
|       | پدرو سی                           | اروگوئه    | ۱۹۳۰                  |                        |                                        | [ fp ۱۰۴ ] |
|       | کارلو چرسولی                      | ایتالیا    | ۱۹۳۸                  |                        |                                        | [ fp ۱۰۵ ] |
|       | لیونل شاربونیه                    | فرانسه     | ۱۹۹۸                  |                        |                                        | [ fp ۱۰۶ ] |
|       | بابی چارلتون                      | انگلستان   | ۱۹۶۶                  | ۱۹۵۸، ۱۹۶۲، ۱۹۷۰       |                                        | [ fp ۱۰۷ ] |
|       | جک چارلتون                        | انگلستان   | ۱۹۶۶                  | ۱۹۷۰                   | ۱۹۹۰ جمهوری ایرلند، ۱۹۹۴ جمهوری ایرلند | [ fp ۱۰۸ ] |
|       | Bruno Chizzo                      | ایتالیا    | ۱۹۳۸                  |                        |                                        | [ fp ۱۰۹ ] |
|       | نستور کلوزن                       | آرژانتین   | ۱۹۸۶                  |                        |                                        | [ fp ۱۱۰ ] |
|       | کلودوالدو                         | برزیل      | ۱۹۷۰                  |                        |                                        | [ fp ۱۱۱ ] |
|       | جرج کوهن                          | انگلستان   | ۱۹۶۶                  |                        |                                        | [ fp ۱۱۲ ] |
|       | جینو کولاوسی                      | ایتالیا    | ۱۹۳۸                  |                        |                                        | [ fp ۱۱۳ ] |
|       | فولویو کولوواتی                   | ایتالیا    | ۱۹۸۲                  | ۱۹۸۶                   |                                        | [ fp ۱۱۴ ] |
|       | جانپیرو کامبی                     | ایتالیا    | ۱۹۳۴                  |                        |                                        | [ fp ۱۱۵ ] |
|       | جان کانلی                         | انگلستان   | ۱۹۶۶                  | ۱۹۶۲                   |                                        | [ fp ۱۱۶ ] |
|       | برونو کونتی                       | ایتالیا    | ۱۹۸۲                  | ۱۹۸۶                   |                                        | [ fp ۱۱۷ ] |
|       | آنتونیو ویلسون وییرا اونوریو      | برزیل      | ۱۹۶۲                  |                        |                                        | [ fp ۱۱۸ ] |
|       | خوزه لوئیس کوسیفو                 | آرژانتین   | ۱۹۸۶                  |                        |                                        | [ fp ۱۱۹ ] |
|       | برنهارد کولمان                    | آلمان غربی | ۱۹۷۴                  | ۱۹۷۸                   |                                        | [ fp ۱۲۰ ] |
|       | Dario                             | برزیل      | ۱۹۷۰                  |                        |                                        | [ fp ۱۲۱ ] |
|       | دنیله د روسی                      | ایتالیا    | ۲۰۰۶                  | ۲۰۱۰، ۲۰۱۴             |                                        | [ fp ۱۲۲ ] |
|       | De Sordi                          | برزیل      | ۱۹۵۸                  |                        |                                        | [ fp ۱۲۳ ] |
|       | آلساندرو دل‌پیرو                   | ایتالیا    | ۲۰۰۶                  | ۱۹۹۸، ۲۰۰۲             |                                        | [ fp ۱۲۴ ] |
|       | آتیلیو دماریا                     | ایتالیا    | ۱۹۳۴                  | ۱۹۳۰ آرژانتین          |                                        | [ fp ۱۲۵ ] |
|       | دنیلسون دی الیویرا آراخو          | برزیل      | ۲۰۰۲                  | ۱۹۹۸                   |                                        | [ fp ۱۲۶ ] |
|       | مارسل دسایی                       | فرانسه     | ۱۹۹۸                  | ۲۰۰۲                   |                                        | [ fp ۱۲۷ ] |
|       | دیدیه دشان                        | فرانسه     | ۱۹۹۸                  |                        | ۲۰۱۴ فرانسه، ۲۰۱۸ فرانسه               | [ fp ۱۲۸ ] |
|       | Dida                              | برزیل      | ۱۹۵۸                  |                        |                                        | [ fp ۱۲۹ ] |
|       | دیدا                              | برزیل      | ۲۰۰۲                  | ۱۹۹۸، ۲۰۰۶             |                                        | [ fp ۱۳۰ ] |
|       | دیانو سانی                        | برزیل      | ۱۹۵۸                  |                        |                                        | [ fp ۱۳۱ ] |
|       | برنار دیومد                       | فرانسه     | ۱۹۹۸                  |                        |                                        | [ fp ۱۳۲ ] |
|       | یوری ژورکائف                      | فرانسه     | ۱۹۹۸                  | ۲۰۰۲                   |                                        | [ fp ۱۳۳ ] |
|       | Aldo Donati                       | ایتالیا    | ۱۹۳۸                  |                        |                                        | [ fp ۱۳۴ ] |
|       | پابلو دورادو                      | اروگوئه    | ۱۹۳۰                  |                        |                                        | [ fp ۱۳۵ ] |
|       | جوزپه دوسنا                       | ایتالیا    | ۱۹۸۲                  |                        |                                        | [ fp ۱۳۶ ] |
|       | یولیان دراکسلر                    | آلمان      | ۲۰۱۴                  | ۲۰۱۸                   |                                        | [ fp ۱۳۷ ] |
|       | کریستوف دوگاری                    | فرانسه     | ۱۹۹۸                  | ۲۰۰۲                   |                                        | [ fp ۱۳۸ ] |
|       | دونگا                             | برزیل      | ۱۹۹۴                  | ۱۹۹۰، ۱۹۹۸             | ۲۰۱۰ برزیل                             | [ fp ۱۳۹ ] |
|       | اریک دورم                         | آلمان      | ۲۰۱۴                  |                        |                                        | [ fp ۱۴۰ ] |
|       | جرج استهام                        | انگلستان   | ۱۹۶۶                  | ۱۹۶۲                   |                                        | [ fp ۱۴۱ ] |
|       | هورشت اکل                         | آلمان غربی | ۱۹۵۴                  | ۱۹۵۸                   |                                        | [ fp ۱۴۲ ] |
|       | ادیلسون                           | برزیل      | ۲۰۰۲                  |                        |                                        | [ fp ۱۴۳ ] |
|       | ادمیلسون                          | برزیل      | ۲۰۰۲                  |                        |                                        | [ fp ۱۴۴ ] |
|       | ادو                               | برزیل      | ۱۹۷۰                  | ۱۹۶۶، ۱۹۷۴             |                                        | [ fp ۱۴۵ ] |
|       | هکتور انریکه                      | آرژانتین   | ۱۹۸۶                  |                        |                                        | [ fp ۱۴۶ ] |
|       | هربرت ارهاردت                     | آلمان غربی | ۱۹۵۴                  | ۱۹۵۸، ۱۹۶۲             |                                        | [ fp ۱۴۷ ] |
|       | Everaldo                          | برزیل      | ۱۹۷۰                  |                        |                                        | [ fp ۱۴۸ ] |
|       | سسک فابرگاس                       | اسپانیا    | ۲۰۱۰                  | ۲۰۰۶، ۲۰۱۴             |                                        | [ fp ۱۴۹ ] |
|       | Félix                             | برزیل      | ۱۹۷۰                  |                        |                                        | [ fp ۱۵۰ ] |
|       | لورنزو فرناندز                    | اروگوئه    | ۱۹۳۰                  |                        |                                        | [ fp ۱۵۱ ] |
|       | آتیلیو فرراریس                    | ایتالیا    | ۱۹۳۴                  |                        |                                        | [ fp ۱۵۲ ] |
|       | پیترو فرراریس                     | ایتالیا    | ۱۹۳۸                  |                        |                                        | [ fp ۱۵۳ ] |
|       | اوبالدو فیلول                     | آرژانتین   | ۱۹۷۸                  | ۱۹۷۴، ۱۹۸۲             |                                        | [ fp ۱۵۴ ] |
|       | هاینتس فلوهه                      | آلمان غربی | ۱۹۷۴                  | ۱۹۷۸                   |                                        | [ fp ۱۵۵ ] |
|       | رون فلاور                         | انگلستان   | ۱۹۶۶                  | ۱۹۶۲                   |                                        | [ fp ۱۵۶ ] |
|       | آلفردو فونی                       | ایتالیا    | ۱۹۳۸                  |                        | ۱۹۶۶ سوئیس                             | [ fp ۱۵۷ ] |
|       | Fontana                           | برزیل      | ۱۹۷۰                  |                        |                                        | [ fp ۱۵۸ ] |
|       | آمریکو گایگو                      | آرژانتین   | ۱۹۷۸                  | ۱۹۸۲                   |                                        | [ fp ۱۵۹ ] |
|       | جووانی گالی                       | ایتالیا    | ۱۹۸۲                  | ۱۹۸۶                   |                                        | [ fp ۱۶۰ ] |
|       | Luis Galván                       | آرژانتین   | ۱۹۷۸                  | ۱۹۸۲                   |                                        | [ fp ۱۶۱ ] |
|       | روبن گالوان                       | آرژانتین   | ۱۹۷۸                  |                        |                                        | [ fp ۱۶۲ ] |
|       | شوبرت گامبتا                      | اروگوئه    | ۱۹۵۰                  |                        |                                        | [ fp ۱۶۳ ] |
|       | اسکار گاره                        | آرژانتین   | ۱۹۸۶                  |                        |                                        | [ fp ۱۶۴ ] |
|       | جنارو گتوزو                       | ایتالیا    | ۲۰۰۶                  | ۲۰۰۲، ۲۰۱۰             |                                        | [ fp ۱۶۵ ] |
|       | ماریو جنتا                        | ایتالیا    | ۱۹۳۸                  |                        |                                        | [ fp ۱۶۶ ] |
|       | کلائودیو جنتیله                   | ایتالیا    | ۱۹۸۲                  | ۱۹۷۸                   |                                        | [ fp ۱۶۷ ] |
|       | ژرسون                             | برزیل      | ۱۹۷۰                  | ۱۹۶۶                   |                                        | [ fp ۱۶۸ ] |
|       | آلوارو جستیدو                     | اروگوئه    | ۱۹۳۰                  |                        |                                        | [ fp ۱۶۹ ] |
|       | آلچدس گیجیا                       | اروگوئه    | ۱۹۵۰                  |                        |                                        | [ fp ۱۷۰ ] |
|       | آلبرتو جیلاردینو                  | ایتالیا    | ۲۰۰۶                  | ۲۰۱۰                   |                                        | [ fp ۱۷۱ ] |
|       | گیلبرتو سیلوا                     | برزیل      | ۲۰۰۲                  | ۲۰۰۶، ۲۰۱۰             |                                        | [ fp ۱۷۲ ] |
|       | ژیلمار رینالدی                    | برزیل      | ۱۹۹۴                  |                        |                                        | [ fp ۱۷۳ ] |
|       | ماتیاس گینتر                      | آلمان      | ۲۰۱۴                  | ۲۰۱۸                   |                                        | [ fp ۱۷۴ ] |
|       | ریکاردو گیوستی                    | آرژانتین   | ۱۹۸۶                  | ۱۹۹۰                   |                                        | [ fp ۱۷۵ ] |
|       | خوان کارلوس گونزالس               | اروگوئه    | ۱۹۵۰                  |                        |                                        | [ fp ۱۷۶ ] |
|       | ماتیاس گونزالس                    | اروگوئه    | ۱۹۵۰                  |                        |                                        | [ fp ۱۷۷ ] |
|       | ماریو گوتسه                       | آلمان      | ۲۰۱۴                  |                        |                                        | [ fp ۱۷۸ ] |
|       | یورگن گرابوفسکی                   | آلمان غربی | ۱۹۷۴                  | ۱۹۶۶، ۱۹۷۰             |                                        | [ fp ۱۷۹ ] |
|       | فرانچسکو گراتسیانی                | ایتالیا    | ۱۹۸۲                  | ۱۹۷۸                   |                                        | [ fp ۱۸۰ ] |
|       | جیمی گریوس                        | انگلستان   | ۱۹۶۶                  | ۱۹۶۲                   |                                        | [ fp ۱۸۱ ] |
|       | کوین گروسکرویتس                   | آلمان      | ۲۰۱۴                  |                        |                                        | [ fp ۱۸۲ ] |
|       | فابیو گروسو                       | ایتالیا    | ۲۰۰۶                  |                        |                                        | [ fp ۱۸۳ ] |
|       | انریک گواایتا                     | ایتالیا    | ۱۹۳۴                  |                        |                                        | [ fp ۱۸۴ ] |
|       | آنفیلوجینو گواریسی                | ایتالیا    | ۱۹۳۴                  |                        |                                        | [ fp ۱۸۵ ] |
|       | استفان گیوارش                     | فرانسه     | ۱۹۹۸                  |                        |                                        | [ fp ۱۸۶ ] |
|       | توماس هسلر                        | آلمان غربی | ۱۹۹۰                  | ۱۹۹۴، ۱۹۹۸             |                                        | [ fp ۱۸۷ ] |
|       | تیری آنری                         | فرانسه     | ۱۹۹۸                  | ۲۰۰۲، ۲۰۰۶، ۲۰۱۰       |                                        | [ fp ۱۸۸ ] |
|       | گونتر هرمان                       | آلمان غربی | ۱۹۹۰                  |                        |                                        | [ fp ۱۸۹ ] |
|       | ریشارد هرمان                      | آلمان غربی | ۱۹۵۴                  |                        |                                        | [ fp ۱۹۰ ] |
|       | دیتر هرتسوک                       | آلمان غربی | ۱۹۷۴                  |                        |                                        | [ fp ۱۹۱ ] |
|       | یوپ هاینکس                        | آلمان غربی | ۱۹۷۴                  |                        |                                        | [ fp ۱۹۲ ] |
|       | اولی هونس                         | آلمان غربی | ۱۹۷۴                  |                        |                                        | [ fp ۱۹۳ ] |
|       | برند هولتسنباین                   | آلمان غربی | ۱۹۷۴                  | ۱۹۷۸                   |                                        | [ fp ۱۹۴ ] |
|       | هورشت-دیتر هوتگس                  | آلمان غربی | ۱۹۷۴                  | ۱۹۶۶، ۱۹۷۰             |                                        | [ fp ۱۹۵ ] |
|       | René Houseman                     | آرژانتین   | ۱۹۷۸                  | ۱۹۷۴                   |                                        | [ fp ۱۹۶ ] |
|       | بندیکت هوودس                      | آلمان      | ۲۰۱۴                  |                        |                                        | [ fp ۱۹۷ ] |
|       | متس هوملس                         | آلمان      | ۲۰۱۴                  | ۲۰۱۸                   |                                        | [ fp ۱۹۸ ] |
|       | راجر هانت                         | انگلستان   | ۱۹۶۶                  | ۱۹۶۲                   |                                        | [ fp ۱۹۹ ] |
|       | نورمن هانتر                       | انگلستان   | ۱۹۶۶                  | ۱۹۷۰                   |                                        | [ fp ۲۰۰ ] |
|       | جف هرست                           | انگلستان   | ۱۹۶۶                  | ۱۹۷۰                   |                                        | [ fp ۲۰۱ ] |
|       | وینچنزو یاکویینتا                 | ایتالیا    | ۲۰۰۶                  | ۲۰۱۰                   |                                        | [ fp ۲۰۲ ] |
|       | بودو ایلگنر                       | آلمان غربی | ۱۹۹۰                  | ۱۹۹۴                   |                                        | [ fp ۲۰۳ ] |
|       | آندرس اینیستا                     | اسپانیا    | ۲۰۱۰                  | ۲۰۰۶، ۲۰۱۴، ۲۰۱۸       |                                        | [ fp ۲۰۴ ] |
|       | فیلیپو اینزاگی                    | ایتالیا    | ۲۰۰۶                  | ۱۹۹۸، ۲۰۰۲             |                                        | [ fp ۲۰۵ ] |
|       | سانتوس ایریاته                    | اروگوئه    | ۱۹۳۰                  |                        |                                        | [ fp ۲۰۶ ] |
|       | لوئیس ایسلاس                      | آرژانتین   | ۱۹۸۶                  | ۱۹۹۴                   |                                        | [ fp ۲۰۷ ] |
|       | جایر دا کوستا                     | برزیل      | ۱۹۶۲                  |                        |                                        | [ fp ۲۰۸ ] |
|       | Jair Marinho                      | برزیل      | ۱۹۶۲                  |                        |                                        | [ fp ۲۰۹ ] |
|       | جرزینیو                           | برزیل      | ۱۹۷۰                  | ۱۹۶۶، ۱۹۷۴             |                                        | [ fp ۲۱۰ ] |
|       | Joel                              | برزیل      | ۱۹۵۸                  |                        |                                        | [ fp ۲۱۱ ] |
|       | جوئل کامارگو                      | برزیل      | ۱۹۷۰                  |                        |                                        | [ fp ۲۱۲ ] |
|       | جورجینیو                          | برزیل      | ۱۹۹۴                  | ۱۹۹۰                   |                                        | [ fp ۲۱۳ ] |
|       | جونینو پائولیستا                  | برزیل      | ۲۰۰۲                  |                        |                                        | [ fp ۲۱۴ ] |
|       | جنیلسون آنگیلو دا سوزا            | برزیل      | ۲۰۰۲                  |                        |                                        | [ fp ۲۱۵ ] |
|       | Jurandir                          | برزیل      | ۱۹۶۲                  |                        |                                        | [ fp ۲۱۶ ] |
|       | کاکا                              | برزیل      | ۲۰۰۲                  | ۲۰۰۶، ۲۰۱۰             |                                        | [ fp ۲۱۷ ] |
|       | یوپ کاپلمان                       | آلمان غربی | ۱۹۷۴                  |                        |                                        | [ fp ۲۱۸ ] |
|       | کریستین کارمبو                    | فرانسه     | ۱۹۹۸                  |                        |                                        | [ fp ۲۱۹ ] |
|       | ماریو کمپس                        | آرژانتین   | ۱۹۷۸                  | ۱۹۷۴، ۱۹۸۲             |                                        | [ fp ۲۲۰ ] |
|       | سامی خدیرا                        | آلمان      | ۲۰۱۴                  | ۲۰۱۰، ۲۰۱۸             |                                        | [ fp ۲۲۱ ] |
|       | دنیل کیلر                         | آرژانتین   | ۱۹۷۸                  |                        |                                        | [ fp ۲۲۲ ] |
|       | خوزه کلبرسون                      | برزیل      | ۲۰۰۲                  | ۲۰۱۰                   |                                        | [ fp ۲۲۳ ] |
|       | ولفگانگ کلف                       | آلمان غربی | ۱۹۷۴                  |                        |                                        | [ fp ۲۲۴ ] |
|       | یورگن کلینزمن                     | آلمان غربی | ۱۹۹۰                  | ۱۹۹۴، ۱۹۹۸             | ۲۰۰۶ آلمان، ۲۰۱۴ ایالات متحده آمریکا   | [ fp ۲۲۵ ] |
|       | برنهارد کلودت                     | آلمان غربی | ۱۹۵۴                  | ۱۹۵۸                   |                                        | [ fp ۲۲۶ ] |
|       | میروسلاو کلوزه                    | آلمان      | ۲۰۱۴                  | ۲۰۰۲، ۲۰۰۶، ۲۰۱۰       |                                        | [ fp ۲۲۷ ] |
|       | یورگن کولر                        | آلمان غربی | ۱۹۹۰                  | ۱۹۹۴، ۱۹۹۸             |                                        | [ fp ۲۲۸ ] |
|       | ورنر کولمه‌یر                      | آلمان غربی | ۱۹۵۴                  |                        |                                        | [ fp ۲۲۹ ] |
|       | آندریاس کوپکه                     | آلمان غربی | ۱۹۹۰                  | ۱۹۹۴، ۱۹۹۸             |                                        | [ fp ۲۳۰ ] |
|       | کریستوف کرامر                     | آلمان      | ۲۰۱۴                  |                        |                                        | [ fp ۲۳۱ ] |
|       | هلموت کرمرس                       | آلمان غربی | ۱۹۷۴                  |                        |                                        | [ fp ۲۳۲ ] |
|       | تونی کروس                         | آلمان      | ۲۰۱۴                  | ۲۰۱۰، ۲۰۱۸             |                                        | [ fp ۲۳۳ ] |
|       | هاینتس کوبش                       | آلمان غربی | ۱۹۵۴                  |                        |                                        | [ fp ۲۳۴ ] |
|       | هاینتس کویاتکوسکی                 | آلمان غربی | ۱۹۵۴                  | ۱۹۵۸                   |                                        | [ fp ۲۳۵ ] |
|       | ریکاردو لا ولپ                    | آرژانتین   | ۱۹۷۸                  |                        | ۲۰۰۶ مکزیک                             | [ fp ۲۳۶ ] |
|       | فریتس لاباند                      | آلمان غربی | ۱۹۵۴                  |                        |                                        | [ fp ۲۳۷ ] |
|       | فیلیپ لام                         | آلمان      | ۲۰۱۴                  | ۲۰۰۶، ۲۰۱۰             |                                        | [ fp ۲۳۸ ] |
|       | برنارد لاما                       | فرانسه     | ۱۹۹۸                  |                        |                                        | [ fp ۲۳۹ ] |
|       | عمر لاروسا                        | آرژانتین   | ۱۹۷۸                  |                        |                                        | [ fp ۲۴۰ ] |
|       | امرسون لئو                        | برزیل      | ۱۹۷۰                  | ۱۹۷۴، ۱۹۷۸، ۱۹۸۶       |                                        | [ fp ۲۴۱ ] |
|       | فرانک لبوف                        | فرانسه     | ۱۹۹۸                  | ۲۰۰۲                   |                                        | [ fp ۲۴۲ ] |
|       | لئوناردو آراخو                    | برزیل      | ۱۹۹۴                  | ۱۹۹۸                   |                                        | [ fp ۲۴۳ ] |
|       | ورنر لایبریش                      | آلمان غربی | ۱۹۵۴                  |                        |                                        | [ fp ۲۴۴ ] |
|       | پیر لیتبارسکی                     | آلمان غربی | ۱۹۹۰                  | ۱۹۸۲، ۱۹۸۶             |                                        | [ fp ۲۴۵ ] |
|       | بیسنته لیزارازو                   | فرانسه     | ۱۹۹۸                  | ۲۰۰۲                   |                                        | [ fp ۲۴۶ ] |
|       | فرناندو یورنته                    | اسپانیا    | ۲۰۱۰                  |                        |                                        | [ fp ۲۴۷ ] |
|       | اوجو لوکاتلی                      | ایتالیا    | ۱۹۳۸                  |                        |                                        | [ fp ۲۴۸ ] |
|       | لوسیو                             | برزیل      | ۲۰۰۲                  | ۲۰۰۶، ۲۰۱۰             |                                        | [ fp ۲۴۹ ] |
|       | لوئیز بومبانتو گولارت             | برزیل      | ۲۰۰۲                  |                        |                                        | [ fp ۲۵۰ ] |
|       | لئوپولدو لوکه                     | آرژانتین   | ۱۹۷۸                  |                        |                                        | [ fp ۲۵۱ ] |
|       | کارل مای                          | آلمان غربی | ۱۹۵۴                  |                        |                                        | [ fp ۲۵۲ ] |
|       | سپ مایر                           | آلمان غربی | ۱۹۷۴                  | ۱۹۶۶، ۱۹۷۰، ۱۹۷۸       |                                        | [ fp ۲۵۳ ] |
|       | دیگو مارادونا                     | آرژانتین   | ۱۹۸۶                  | ۱۹۸۲، ۱۹۹۰، ۱۹۹۴       | ۲۰۱۰ آرژانتین                          | [ fp ۲۵۴ ] |
|       | کارلوس مارچنا                     | اسپانیا    | ۲۰۱۰                  | ۲۰۰۶                   |                                        | [ fp ۲۵۵ ] |
|       | مارسیو روبرتو دوس سانتوس          | برزیل      | ۱۹۹۴                  |                        |                                        | [ fp ۲۵۶ ] |
|       | Marco Antônio                     | برزیل      | ۱۹۷۰                  | ۱۹۷۴                   |                                        | [ fp ۲۵۷ ] |
|       | مارکوس روبرتو سیلویرا ریس         | برزیل      | ۲۰۰۲                  |                        |                                        | [ fp ۲۵۸ ] |
|       | جیامپیرو مارینی                   | ایتالیا    | ۱۹۸۲                  |                        |                                        | [ fp ۲۵۹ ] |
|       | خاوی مارتینز                      | اسپانیا    | ۲۰۱۰                  | ۲۰۱۴                   |                                        | [ fp ۲۶۰ ] |
|       | ویلیام مارتینز                    | اروگوئه    | ۱۹۵۰                  | ۱۹۵۴، ۱۹۶۲             |                                        | [ fp ۲۶۱ ] |
|       | ارنستو ماسکرونی                   | اروگوئه    | ۱۹۳۰                  |                        |                                        | [ fp ۲۶۲ ] |
|       | روکه ماسپولی                      | اروگوئه    | ۱۹۵۰                  | ۱۹۵۴                   |                                        | [ fp ۲۶۳ ] |
|       | دنیله ماسارو                      | ایتالیا    | ۱۹۸۲                  | ۱۹۹۴                   |                                        | [ fp ۲۶۴ ] |
|       | خوان ماتا                         | اسپانیا    | ۲۰۱۰                  | ۲۰۱۴                   |                                        | [ fp ۲۶۵ ] |
|       | مارکو ماتراتسی                    | ایتالیا    | ۲۰۰۶                  | ۲۰۰۲                   |                                        | [ fp ۲۶۶ ] |
|       | لوتار ماتئوس                      | آلمان غربی | ۱۹۹۰                  | ۱۹۸۲، ۱۹۸۶، ۱۹۹۴، ۱۹۹۸ |                                        | [ fp ۲۶۷ ] |
|       | مائورو سیلوا                      | برزیل      | ۱۹۹۴                  |                        |                                        | [ fp ۲۶۸ ] |
|       | مازینهو                           | برزیل      | ۱۹۹۴                  | ۱۹۹۰                   |                                        | [ fp ۲۶۹ ] |
|       | پاول مبوس                         | آلمان غربی | ۱۹۵۴                  |                        |                                        | [ fp ۲۷۰ ] |
|       | آنخل ملوگنو                       | اروگوئه    | ۱۹۳۰                  |                        |                                        | [ fp ۲۷۱ ] |
|       | Mengálvio                         | برزیل      | ۱۹۶۲                  |                        |                                        | [ fp ۲۷۲ ] |
|       | پر مرته‌ساکر                       | آلمان      | ۲۰۱۴                  | ۲۰۰۶، ۲۰۱۰             |                                        | [ fp ۲۷۳ ] |
|       | کارل-هاینتس متسنر                 | آلمان غربی | ۱۹۵۴                  |                        |                                        | [ fp ۲۷۴ ] |
|       | اسکار میکوئز                      | اروگوئه    | ۱۹۵۰                  | ۱۹۵۴                   |                                        | [ fp ۲۷۵ ] |
|       | فرانک میل                         | آلمان غربی | ۱۹۹۰                  |                        |                                        | [ fp ۲۷۶ ] |
|       | مائوسیر کلودینو پینتو             | برزیل      | ۱۹۵۸                  |                        |                                        | [ fp ۲۷۷ ] |
|       | اندریاس مولر                      | آلمان غربی | ۱۹۹۰                  | ۱۹۹۴، ۱۹۹۸             |                                        | [ fp ۲۷۸ ] |
|       | لویس مونتی                        | ایتالیا    | ۱۹۳۴                  | ۱۹۳۰ آرژانتین          |                                        | [ fp ۲۷۹ ] |
|       | بابی مور                          | انگلستان   | ۱۹۶۶                  | ۱۹۶۲، ۱۹۷۰             |                                        | [ fp ۲۸۰ ] |
|       | روبن موران                        | اروگوئه    | ۱۹۵۰                  |                        |                                        | [ fp ۲۸۱ ] |
|       | ماکس مورلوک                       | آلمان غربی | ۱۹۵۴                  |                        |                                        | [ fp ۲۸۲ ] |
|       | مولر                              | برزیل      | ۱۹۹۴                  | ۱۹۸۶، ۱۹۹۰             |                                        | [ fp ۲۸۳ ] |
|       | گرد مولر                          | آلمان غربی | ۱۹۷۴                  | ۱۹۷۰                   |                                        | [ fp ۲۸۴ ] |
|       | توماس مولر                        | آلمان      | ۲۰۱۴                  | ۲۰۱۰، ۲۰۱۸             |                                        | [ fp ۲۸۵ ] |
|       | شکودران مصطفی                     | آلمان      | ۲۰۱۴                  |                        |                                        | [ fp ۲۸۶ ] |
|       | خوزه نازاتسی                      | اروگوئه    | ۱۹۳۰                  |                        |                                        | [ fp ۲۸۷ ] |
|       | خسوس ناواس                        | اسپانیا    | ۲۰۱۰                  |                        |                                        | [ fp ۲۸۸ ] |
|       | الساندرو نستا                     | ایتالیا    | ۲۰۰۶                  | ۱۹۹۸، ۲۰۰۲             |                                        | [ fp ۲۸۹ ] |
|       | گونتر نتسر                        | آلمان غربی | ۱۹۷۴                  |                        |                                        | [ fp ۲۹۰ ] |
|       | مانوئل نویر                       | آلمان      | ۲۰۱۴                  | ۲۰۱۰، ۲۰۱۸             |                                        | [ fp ۲۹۱ ] |
|       | نوربرت نیگبور                     | آلمان غربی | ۱۹۷۴                  |                        |                                        | [ fp ۲۹۲ ] |
|       | ماسیمو اوددو                      | ایتالیا    | ۲۰۰۶                  |                        |                                        | [ fp ۲۹۳ ] |
|       | خولیو اولارتیکوئچیا               | آرژانتین   | ۱۹۸۶                  | ۱۹۸۲، ۱۹۹۰             |                                        | [ fp ۲۹۴ ] |
|       | خورخه اولگین                      | آرژانتین   | ۱۹۷۸                  | ۱۹۸۲                   |                                        | [ fp ۲۹۵ ] |
|       | آلدو اولیویری                     | ایتالیا    | ۱۹۳۸                  |                        |                                        | [ fp ۲۹۶ ] |
|       | رناتو اولمی                       | ایتالیا    | ۱۹۳۸                  |                        |                                        | [ fp ۲۹۷ ] |
|       | اوریکو                            | برزیل      | ۱۹۵۸                  |                        |                                        | [ fp ۲۹۸ ] |
|       | جابریله اوریالی                   | ایتالیا    | ۱۹۸۲                  |                        |                                        | [ fp ۲۹۹ ] |
|       | اورلاندو پیساینا                  | برزیل      | ۱۹۵۸                  | ۱۹۶۶                   |                                        | [ fp ۳۰۰ ] |
|       | رایموندو اورسی                    | ایتالیا    | ۱۹۳۴                  |                        |                                        | [ fp ۳۰۱ ] |
|       | اوسکار آلبرتو اورتیز              | آرژانتین   | ۱۹۷۸                  |                        |                                        | [ fp ۳۰۲ ] |
|       | واشینگتن اورتونیو                 | اروگوئه    | ۱۹۵۰                  |                        |                                        | [ fp ۳۰۳ ] |
|       | ولفگانگ اویرات                    | آلمان غربی | ۱۹۷۴                  | ۱۹۶۶، ۱۹۷۰             |                                        | [ fp ۳۰۴ ] |
|       | میگل ابیدو                        | آرژانتین   | ۱۹۷۸                  |                        |                                        | [ fp ۳۰۵ ] |
|       | مسعود اوزیل                       | آلمان      | ۲۰۱۴                  | ۲۰۱۰، ۲۰۱۸             |                                        | [ fp ۳۰۶ ] |
|       | روبن پاگنانینی                    | آرژانتین   | ۱۹۷۸                  |                        |                                        | [ fp ۳۰۷ ] |
|       | تری پاین                          | انگلستان   | ۱۹۶۶                  |                        |                                        | [ fp ۳۰۸ ] |
|       | پدرو پاسکولی                      | آرژانتین   | ۱۹۸۶                  |                        |                                        | [ fp ۳۰۹ ] |
|       | پیترو پاسیناتی                    | ایتالیا    | ۱۹۳۸                  |                        |                                        | [ fp ۳۱۰ ] |
|       | پائولو سزار کاجو                  | برزیل      | ۱۹۷۰                  | ۱۹۷۴                   |                                        | [ fp ۳۱۱ ] |
|       | پائولو سرجیو سیلوستر دو ناسیمینتو | برزیل      | ۱۹۹۴                  |                        |                                        | [ fp ۳۱۲ ] |
|       | آنیبال پاز                        | اروگوئه    | ۱۹۵۰                  |                        |                                        | [ fp ۳۱۳ ] |
|       | پدرو رودریگز                      | اسپانیا    | ۲۰۱۰                  | ۲۰۱۴                   |                                        | [ fp ۳۱۴ ] |
|       | ماریو پرازولو                     | ایتالیا    | ۱۹۳۸                  |                        |                                        | [ fp ۳۱۵ ] |
|       | خولیو پرز                         | اروگوئه    | ۱۹۵۰                  | ۱۹۵۴                   |                                        | [ fp ۳۱۶ ] |
|       | سیمونه پروتا                      | ایتالیا    | ۲۰۰۶                  |                        |                                        | [ fp ۳۱۷ ] |
|       | آنجلو پروتزی                      | ایتالیا    | ۲۰۰۶                  |                        |                                        | [ fp ۳۱۸ ] |
|       | مارتین پیترز                      | انگلستان   | ۱۹۶۶                  | ۱۹۷۰                   |                                        | [ fp ۳۱۹ ] |
|       | امانوئل پتی                       | فرانسه     | ۱۹۹۸                  | ۲۰۰۲                   |                                        | [ fp ۳۲۰ ] |
|       | پدرو پترون                        | اروگوئه    | ۱۹۳۰                  |                        |                                        | [ fp ۳۲۱ ] |
|       | آلفرد پفاف                        | آلمان غربی | ۱۹۵۴                  |                        |                                        | [ fp ۳۲۲ ] |
|       | هانس پفلوگلر                      | آلمان غربی | ۱۹۹۰                  |                        |                                        | [ fp ۳۲۳ ] |
|       | رودولفو پینی                      | اروگوئه    | ۱۹۵۰                  |                        |                                        | [ fp ۳۲۴ ] |
|       | سیلویو پیولا                      | ایتالیا    | ۱۹۳۸                  |                        |                                        | [ fp ۳۲۵ ] |
|       | جرارد پیکه                        | اسپانیا    | ۲۰۱۰                  | ۲۰۱۴، ۲۰۱۸             |                                        | [ fp ۳۲۶ ] |
|       | رابرت پیرس                        | فرانسه     | ۱۹۹۸                  |                        |                                        | [ fp ۳۲۷ ] |
|       | کندوئلو پریز                      | اروگوئه    | ۱۹۳۰                  |                        |                                        | [ fp ۳۲۸ ] |
|       | آندره‌آ پیرلو                      | ایتالیا    | ۲۰۰۶                  | ۲۰۱۰، ۲۰۱۴             |                                        | [ fp ۳۲۹ ] |
|       | ماریو پیزیولو                     | ایتالیا    | ۱۹۳۴                  |                        |                                        | [ fp ۳۳۰ ] |
|       | لوکاس پودولسکی                    | آلمان      | ۲۰۱۴                  | ۲۰۰۶، ۲۰۱۰             |                                        | [ fp ۳۳۱ ] |
|       | یوزف پوزیپال                      | آلمان غربی | ۱۹۵۴                  |                        |                                        | [ fp ۳۳۲ ] |
|       | نری پومپیدو                       | آرژانتین   | ۱۹۸۶                  | ۱۹۸۲، ۱۹۹۰             |                                        | [ fp ۳۳۳ ] |
|       | کارلس پویول                       | اسپانیا    | ۲۰۱۰                  | ۲۰۰۲، ۲۰۰۶             |                                        | [ fp ۳۳۴ ] |
|       | هلموت ران                         | آلمان غربی | ۱۹۵۴                  | ۱۹۵۸                   |                                        | [ fp ۳۳۵ ] |
|       | رای                               | برزیل      | ۱۹۹۴                  |                        |                                        | [ fp ۳۳۶ ] |
|       | سرخیو راموس                       | اسپانیا    | ۲۰۱۰                  | ۲۰۰۶، ۲۰۱۴، ۲۰۱۸       |                                        | [ fp ۳۳۷ ] |
|       | پیترو راوا                        | ایتالیا    | ۱۹۳۸                  |                        |                                        | [ fp ۳۳۸ ] |
|       | امیلیو رکوبا                      | اروگوئه    | ۱۹۳۰                  |                        |                                        | [ fp ۳۳۹ ] |
|       | پپه رینا                          | اسپانیا    | ۲۰۱۰                  | ۲۰۰۶، ۲۰۱۴، ۲۰۱۸       |                                        | [ fp ۳۴۰ ] |
|       | اشتفان روتر                       | آلمان غربی | ۱۹۹۰                  | ۱۹۹۸                   |                                        | [ fp ۳۴۱ ] |
|       | ریکاردینیو                        | برزیل      | ۲۰۰۲                  | ۲۰۰۶                   |                                        | [ fp ۳۴۲ ] |
|       | ریکاردو روبرتو براتو دا روچا      | برزیل      | ۱۹۹۴                  | ۱۹۹۰                   |                                        | [ fp ۳۴۳ ] |
|       | کارل-هاینتس ریدله                 | آلمان غربی | ۱۹۹۰                  | ۱۹۹۴                   |                                        | [ fp ۳۴۴ ] |
|       | لوییس ریخو                        | اروگوئه    | ۱۹۵۰                  |                        |                                        | [ fp ۳۴۵ ] |
|       | کارلوس ریولفو                     | اروگوئه    | ۱۹۳۰                  |                        |                                        | [ fp ۳۴۶ ] |
|       | ریوالدو                           | برزیل      | ۲۰۰۲                  | ۱۹۹۸                   |                                        | [ fp ۳۴۷ ] |
|       | روبرتو ریولینو                    | برزیل      | ۱۹۷۰                  | ۱۹۷۴، ۱۹۷۸             |                                        | [ fp ۳۴۸ ] |
|       | Roberto                           | برزیل      | ۱۹۷۰                  |                        |                                        | [ fp ۳۴۹ ] |
|       | روبرتو کارلوس                     | برزیل      | ۲۰۰۲                  | ۱۹۹۸، ۲۰۰۶             |                                        | [ fp ۳۵۰ ] |
|       | ویکتور رودریگز آندراده            | اروگوئه    | ۱۹۵۰                  | ۱۹۵۴                   |                                        | [ fp ۳۵۱ ] |
|       | روژریو سنی                        | برزیل      | ۲۰۰۲                  | ۲۰۰۶                   |                                        | [ fp ۳۵۲ ] |
|       | روماریو                           | برزیل      | ۱۹۹۴                  | ۱۹۹۰                   |                                        | [ fp ۳۵۳ ] |
|       | کارلوس رومرو                      | اروگوئه    | ۱۹۵۰                  |                        |                                        | [ fp ۳۵۴ ] |
|       | رونالدو رودریگز دی جسوس           | برزیل      | ۱۹۹۴                  |                        |                                        | [ fp ۳۵۵ ] |
|       | رونالدینیو                        | برزیل      | ۲۰۰۲                  | ۲۰۰۶                   |                                        | [ fp ۳۵۶ ] |
|       | روکه جونیور                       | برزیل      | ۲۰۰۲                  |                        |                                        | [ fp ۳۵۷ ] |
|       | ویرجینیو روستا                    | ایتالیا    | ۱۹۳۴                  |                        |                                        | [ fp ۳۵۸ ] |
|       | پائولو روسی                       | ایتالیا    | ۱۹۸۲                  | ۱۹۷۸، ۱۹۸۶             |                                        | [ fp ۳۵۹ ] |
|       | اسکار روجری                       | آرژانتین   | ۱۹۸۶                  | ۱۹۹۰، ۱۹۹۴             |                                        | [ fp ۳۶۰ ] |
|       | زولیو سالدومباید                  | اروگوئه    | ۱۹۳۰                  |                        |                                        | [ fp ۳۶۱ ] |
|       | هکتور اسکارونه                    | اروگوئه    | ۱۹۳۰                  |                        |                                        | [ fp ۳۶۲ ] |
|       | هانس شیفر                         | آلمان غربی | ۱۹۵۴                  | ۱۹۵۸، ۱۹۶۲             |                                        | [ fp ۳۶۳ ] |
|       | خوان آلبرتو شیافینو               | اروگوئه    | ۱۹۵۰                  | ۱۹۵۴                   |                                        | [ fp ۳۶۴ ] |
|       | آنجلو سکیاویو                     | ایتالیا    | ۱۹۳۴                  |                        |                                        | [ fp ۳۶۵ ] |
|       | آندره شورله                       | آلمان      | ۲۰۱۴                  |                        |                                        | [ fp ۳۶۶ ] |
|       | هانس گئورگ شوارتزنبک              | آلمان غربی | ۱۹۷۴                  | ۱۹۷۸                   |                                        | [ fp ۳۶۷ ] |
|       | باستیان شواینشتایگر               | آلمان      | ۲۰۱۴                  | ۲۰۰۶، ۲۰۱۰             |                                        | [ fp ۳۶۸ ] |
|       | گائتانو شیره‌آ                     | ایتالیا    | ۱۹۸۲                  | ۱۹۷۸، ۱۹۸۶             |                                        | [ fp ۳۶۹ ] |
|       | فرانکو سلواجی                     | ایتالیا    | ۱۹۸۲                  |                        |                                        | [ fp ۳۷۰ ] |
|       | پیترو سرانتونی                    | ایتالیا    | ۱۹۳۸                  |                        |                                        | [ fp ۳۷۱ ] |
|       | داوید سیلوا                       | اسپانیا    | ۲۰۱۰                  | ۲۰۱۴، ۲۰۱۸             |                                        | [ fp ۳۷۲ ] |
|       | رون اسپرینگت                      | انگلستان   | ۱۹۶۶                  | ۱۹۶۲                   |                                        | [ fp ۳۷۳ ] |
|       | پاول اشتاینر                      | آلمان غربی | ۱۹۹۰                  |                        |                                        | [ fp ۳۷۴ ] |
|       | نوبی استایلز                      | انگلستان   | ۱۹۶۶                  | ۱۹۷۰                   |                                        | [ fp ۳۷۵ ] |
|       | کلودیو تافارل                     | برزیل      | ۱۹۹۴                  | ۱۹۹۰، ۱۹۹۸             |                                        | [ fp ۳۷۶ ] |
|       | کارلوس دنیل تاپیا                 | آرژانتین   | ۱۹۸۶                  |                        |                                        | [ fp ۳۷۷ ] |
|       | آلبرتو تارانتینی                  | آرژانتین   | ۱۹۷۸                  | ۱۹۸۲                   |                                        | [ fp ۳۷۸ ] |
|       | مارکو تاردلی                      | ایتالیا    | ۱۹۸۲                  | ۱۹۷۸، ۱۹۸۶             |                                        | [ fp ۳۷۹ ] |
|       | دومینگو تهرا                      | اروگوئه    | ۱۹۳۰                  |                        |                                        | [ fp ۳۸۰ ] |
|       | اوزبیو تخرا                       | اروگوئه    | ۱۹۵۰                  | ۱۹۵۴                   |                                        | [ fp ۳۸۱ ] |
|       | اولاف تون                         | آلمان غربی | ۱۹۹۰                  | ۱۹۸۶، ۱۹۹۸             |                                        | [ fp ۳۸۲ ] |
|       | لیلیان تورام                      | فرانسه     | ۱۹۹۸                  | ۲۰۰۲، ۲۰۰۶             |                                        | [ fp ۳۸۳ ] |
|       | لوکا تونی                         | ایتالیا    | ۲۰۰۶                  |                        |                                        | [ fp ۳۸۴ ] |
|       | فرناندو تورس                      | اسپانیا    | ۲۰۱۰                  | ۲۰۰۶، ۲۰۱۴             |                                        | [ fp ۳۸۵ ] |
|       | توستائو                           | برزیل      | ۱۹۷۰                  | ۱۹۶۶                   |                                        | [ fp ۳۸۶ ] |
|       | فرانچسکو توتی                     | ایتالیا    | ۲۰۰۶                  | ۲۰۰۲                   |                                        | [ fp ۳۸۷ ] |
|       | دیوید ترزگه                       | فرانسه     | ۱۹۹۸                  | ۲۰۰۲، ۲۰۰۶             |                                        | [ fp ۳۸۸ ] |
|       | Marcelo Trobbiani                 | آرژانتین   | ۱۹۸۶                  |                        |                                        | [ fp ۳۸۹ ] |
|       | تونی تورک                         | آلمان غربی | ۱۹۵۴                  |                        |                                        | [ fp ۳۹۰ ] |
|       | سانتوس اوردینوران                 | اروگوئه    | ۱۹۳۰                  |                        |                                        | [ fp ۳۹۱ ] |
|       | خورخه والدانو                     | آرژانتین   | ۱۹۸۶                  | ۱۹۸۲                   |                                        | [ fp ۳۹۲ ] |
|       | ویکتور والدز                      | اسپانیا    | ۲۰۱۰                  |                        |                                        | [ fp ۳۹۳ ] |
|       | خوسه دانیل بالنسیا                | آرژانتین   | ۱۹۷۸                  | ۱۹۸۲                   |                                        | [ fp ۳۹۴ ] |
|       | وامپتا                            | برزیل      | ۲۰۰۲                  |                        |                                        | [ fp ۳۹۵ ] |
|       | آبدولیو وارلا                     | اروگوئه    | ۱۹۵۰                  | ۱۹۵۴                   |                                        | [ fp ۳۹۶ ] |
|       | ماریو وارجلین                     | ایتالیا    | ۱۹۳۴                  |                        |                                        | [ fp ۳۹۷ ] |
|       | ارنستو ویدال                      | اروگوئه    | ۱۹۵۰                  |                        |                                        | [ fp ۳۹۸ ] |
|       | پاتریک ویرا                       | فرانسه     | ۱۹۹۸                  | ۲۰۰۲، ۲۰۰۶             |                                        | [ fp ۳۹۹ ] |
|       | پیترو ویرکووود                    | ایتالیا    | ۱۹۸۲                  | ۱۹۸۶، ۱۹۹۰             |                                        | [ fp ۴۰۰ ] |
|       | هکتور ویلچس                       | اروگوئه    | ۱۹۵۰                  |                        |                                        | [ fp ۴۰۱ ] |
|       | داوید ویا                         | اسپانیا    | ۲۰۱۰                  | ۲۰۰۶، ۲۰۱۴             |                                        | [ fp ۴۰۲ ] |
|       | Ricardo Villa                     | آرژانتین   | ۱۹۷۸                  |                        |                                        | [ fp ۴۰۳ ] |
|       | ویولا                             | برزیل      | ۱۹۹۴                  |                        |                                        | [ fp ۴۰۴ ] |
|       | برتی فوگتس                        | آلمان غربی | ۱۹۷۴                  | ۱۹۷۰، ۱۹۷۸             | ۱۹۹۴ آلمان، ۱۹۹۸ آلمان                 | [ fp ۴۰۵ ] |
|       | رودی فولر                         | آلمان غربی | ۱۹۹۰                  | ۱۹۸۶، ۱۹۹۴             | ۲۰۰۲ آلمان                             | [ fp ۴۰۶ ] |
|       | فریتس والتر                       | آلمان غربی | ۱۹۵۴                  | ۱۹۵۸                   |                                        | [ fp ۴۰۷ ] |
|       | اوتمار والتر                      | آلمان غربی | ۱۹۵۴                  |                        |                                        | [ fp ۴۰۸ ] |
|       | رومان وایدنفلر                    | آلمان      | ۲۰۱۴                  |                        |                                        | [ fp ۴۰۹ ] |
|       | Wilson Piazza                     | برزیل      | ۱۹۷۰                  | ۱۹۷۴                   |                                        | [ fp ۴۱۰ ] |
|       | ری ویلسون                         | انگلستان   | ۱۹۶۶                  | ۱۹۶۲                   |                                        | [ fp ۴۱۱ ] |
|       | هربرت ویمر                        | آلمان غربی | ۱۹۷۴                  |                        |                                        | [ fp ۴۱۲ ] |
|       | ژاوی                              | اسپانیا    | ۲۰۱۰                  | ۲۰۰۲، ۲۰۰۶، ۲۰۱۴       |                                        | [ fp ۴۱۳ ] |
|       | کریستین زاکاردو                   | ایتالیا    | ۲۰۰۶                  |                        |                                        | [ fp ۴۱۴ ] |
|       | جانلوکا زامبروتا                  | ایتالیا    | ۲۰۰۶                  | ۲۰۰۲، ۲۰۱۰             |                                        | [ fp ۴۱۵ ] |
|       | Zé Maria                          | برزیل      | ۱۹۷۰                  | ۱۹۷۴                   |                                        | [ fp ۴۱۶ ] |
|       | Héctor Zelada                     | آرژانتین   | ۱۹۸۶                  |                        |                                        | [ fp ۴۱۷ ] |
|       | Zequinha                          | برزیل      | ۱۹۶۲                  |                        |                                        | [ fp ۴۱۸ ] |
|       | Zetti                             | برزیل      | ۱۹۹۴                  |                        |                                        | [ fp ۴۱۹ ] |
|       | زین‌الدین زیدان                    | فرانسه     | ۱۹۹۸                  | ۲۰۰۲، ۲۰۰۶             |                                        | [ fp ۴۲۰ ] |
|       | رن روبرت تسیلر                    | آلمان      | ۲۰۱۴                  |                        |                                        | [ fp ۴۲۱ ] |
|       | زینهو                             | برزیل      | ۱۹۹۴                  |                        |                                        | [ fp ۴۲۲ ] |
|       | دینو زوف                          | ایتالیا    | ۱۹۸۲                  | ۱۹۷۰، ۱۹۷۴، ۱۹۷۸       |                                        | [ fp ۴۲۳ ] |

## بر پایهٔ مربی
| ع | مربی                | کشور       | سال (های) برنده شدن        | سایر حضورها                                                                           | سایر حضورها      |
| ع | مربی                | کشور       | سال (های) برنده شدن        | به عنوان مربی                                                                         | به عنوان بازیکن  |
| - | ------------------- | ---------- | -------------------------- | ------------------------------------------------------------------------------------- | ---------------- |
| ۲ | ویتوریو پوتسو       | ایتالیا    | ۱۹۳۴ ایتالیا، ۱۹۳۸ ایتالیا |                                                                                       |                  |
| 1 | انزو بیرزوت         | ایتالیا    | ۱۹۸۲ ایتالیا               | ۱۹۷۸ ایتالیا، ۱۹۸۶ ایتالیا                                                            |                  |
| 1 | فرانتس بکن‌باوئر     | آلمان غربی | ۱۹۹۰ آلمان                 | ۱۹۸۶ آلمان                                                                            | ۱۹۶۶، ۱۹۷۰، ۱۹۷۴ |
| 1 | کارلوس بیلاردو      | آرژانتین   | ۱۹۸۶ آرژانتین              | ۱۹۹۰ آرژانتین                                                                         |                  |
| 1 | ویسنته دل بوسکه     | اسپانیا    | ۲۰۱۰ اسپانیا               | ۲۰۱۴ اسپانیا                                                                          |                  |
| 1 | دیدیه دشان          | فرانسه     | ۲۰۱۸ فرانسه                | ۲۰۱۴ فرانسه                                                                           | ۱۹۹۸             |
| 1 | ویسنته فئولا        | برزیل      | ۱۹۵۸ برزیل                 | ۱۹۶۶ برزیل                                                                            |                  |
| 1 | سپ هربرگر           | آلمان غربی | ۱۹۵۴ آلمان                 | ۱۹۳۸ آلمان، ۱۹۵۸ آلمان، ۱۹۶۲ آلمان                                                    |                  |
| 1 | امه ژاکه            | فرانسه     | ۱۹۹۸ فرانسه                |                                                                                       |                  |
| 1 | مارچلو لیپی         | ایتالیا    | ۲۰۰۶ ایتالیا               | ۲۰۱۰ ایتالیا                                                                          |                  |
| 1 | خوان لوپز فونتانا   | اروگوئه    | ۱۹۵۰ اروگوئه               | ۱۹۵۴ اروگوئه                                                                          |                  |
| 1 | یوآخیم لوو          | آلمان      | ۲۰۱۴ آلمان                 | ۲۰۱۰ آلمان، ۲۰۱۸ آلمان                                                                |                  |
| 1 | سزار لوییس منوتی    | آرژانتین   | ۱۹۷۸ آرژانتین              | ۱۹۸۲ آرژانتین                                                                         |                  |
| 1 | آیموره موریرا       | برزیل      | ۱۹۶۲ برزیل                 |                                                                                       |                  |
| 1 | کارلوس آلبرتو پریرا | برزیل      | ۱۹۹۴ برزیل                 | ۱۹۸۲ کویت، ۱۹۹۰ امارات متحده عربی، ۱۹۹۸ عربستان سعودی، ۲۰۰۶ برزیل، ۲۰۱۰ آفریقای جنوبی |                  |
| 1 | آلف رمزی            | انگلستان   | ۱۹۶۶ انگلستان              | ۱۹۷۰ انگلستان                                                                         | ۱۹۵۰             |
| 1 | هلموت شون           | آلمان غربی | ۱۹۷۴ آلمان                 | ۱۹۶۶ آلمان، ۱۹۷۰ آلمان، ۱۹۷۸ آلمان                                                    |                  |
| 1 | فیلیپه اسکولاری     | برزیل      | ۲۰۰۲ برزیل                 | ۲۰۰۶ پرتغال، ۲۰۱۴ برزیل                                                               |                  |
| 1 | آلبرتو سوپیسی       | اروگوئه    | ۱۹۳۰ اروگوئه               |                                                                                       |                  |
| 1 | ماریو زاگالو        | برزیل      | ۱۹۷۰ برزیل                 | ۱۹۷۴ برزیل، ۱۹۹۸ برزیل                                                                | ۱۹۵۸، ۱۹۶۲       |

لیونل اسکالونی